# Felix Schuchard

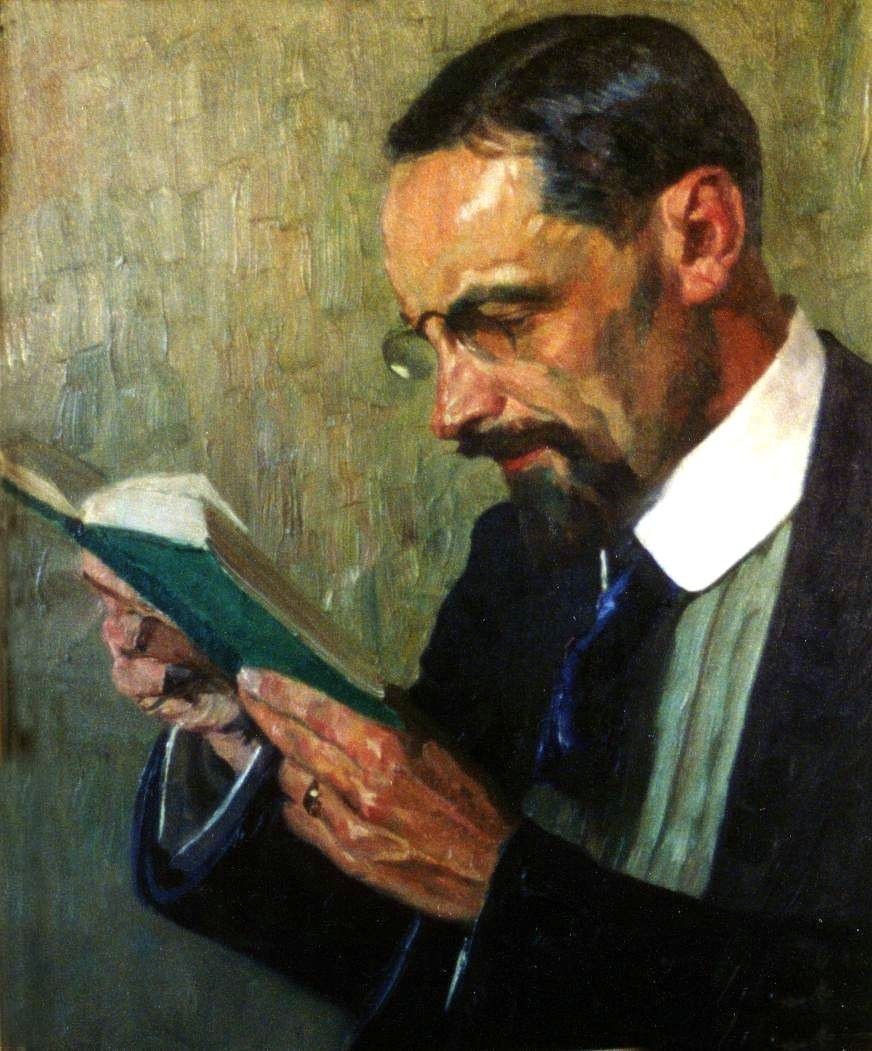
Felix Schuchard, Selbstbildnis, Öl, 1909

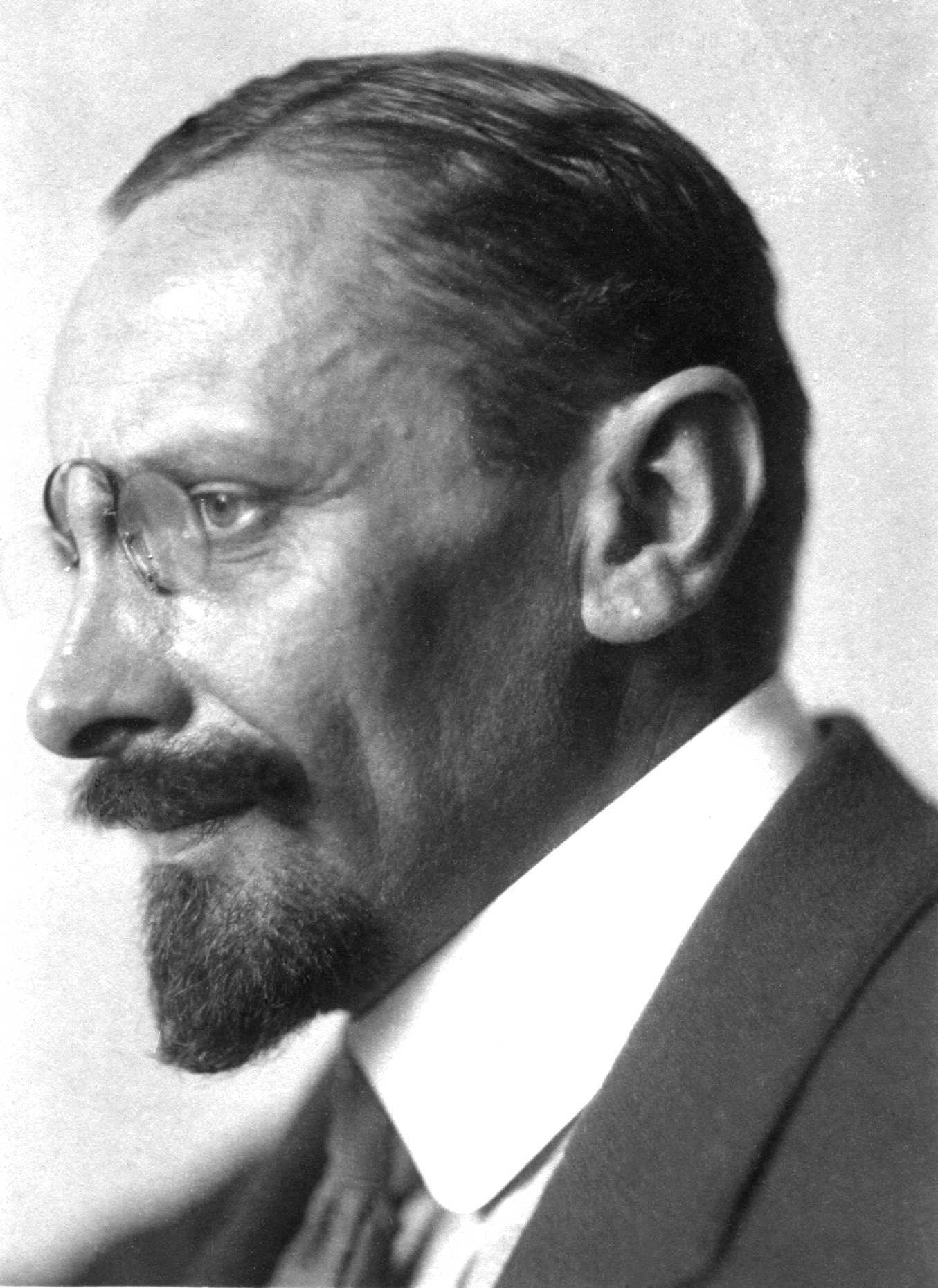
Felix Schuchard um 1905

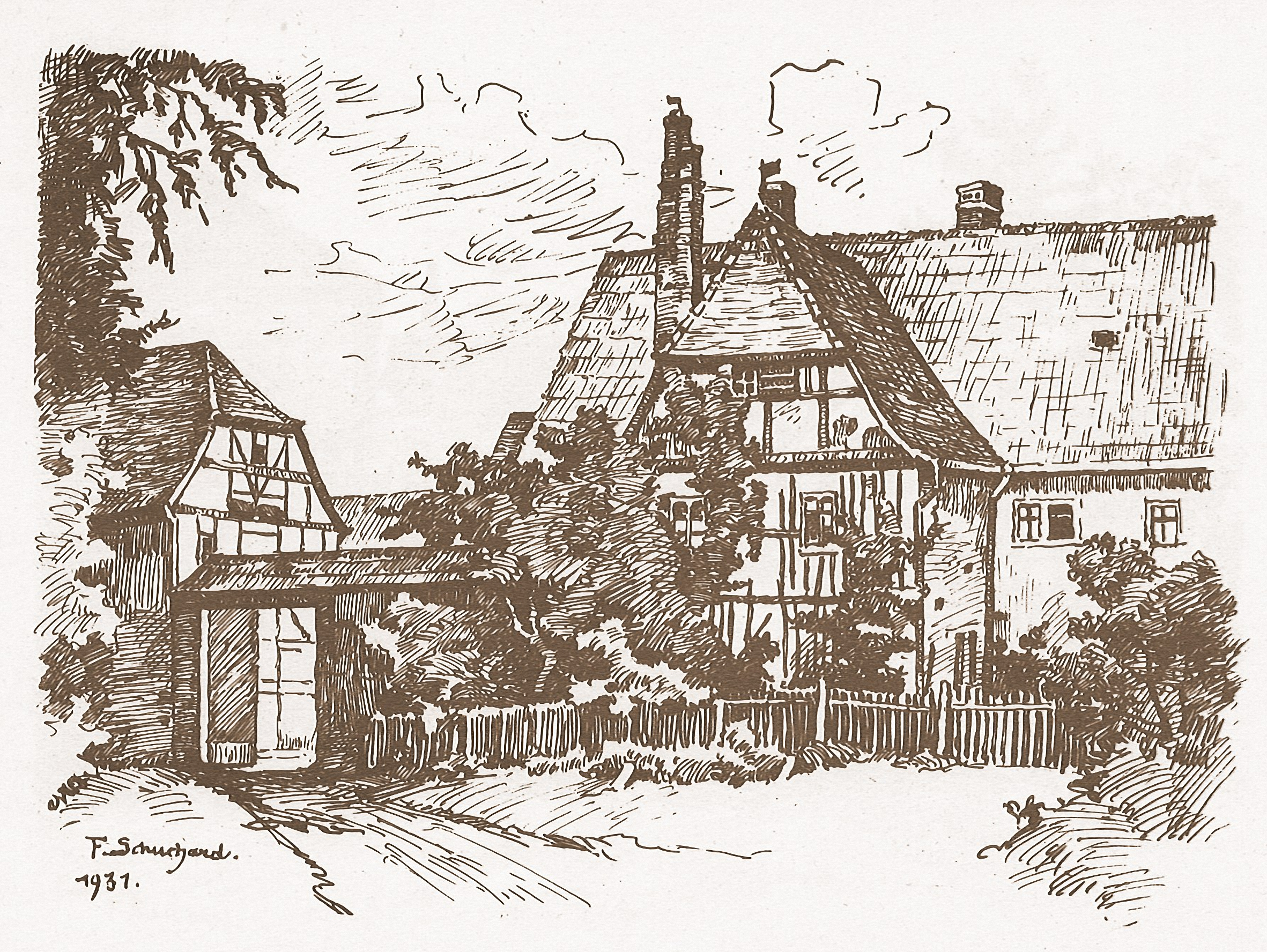
Felix Schuchards Geburtshaus, der Trenkelhof bei Eisenach. Er schuf diese Federzeichnung im Jahre 1931

Felix Schuchard  (* 26. April 1865 auf dem Trenkelhof bei Eisenach; † 19. April 1944 in Eisenach) war ein deutscher Maler der Düsseldorfer Schule.

## Leben
Sein Vater besaß zusammen mit dem Großherzoglich Sächsischen Kommerzienrat Albert Erbslöh die alte Brauerei am Eisenacher Petersberg Schuchard & Erbslöh. Nachdem Felix Schuchard am Eisenacher Realgymnasium das Abitur abgelegt hatte, studierte er Kunst und Malerei in Düsseldorf und München, um anschließend nach Maderno zu gehen, wo er am Südwestufer des Gardasees ein Haus erwarb. Aus dieser Zeit stammen viele Landschaftsbilder aus der norditalienischen Region. Nach dem Ersten Weltkrieg gelangte Südtirol an Italien, in der Folge kehrte Schuchard 1920 nach Eisenach zurück. Durch die folgende Inflation hatte er auch noch den größten Teil seines Vermögens verloren.
Bis zu seinem Tode lebte er als freischaffender Künstler und Illustrator für die Eisenacher Tagespost in der Wartburgstadt. Er hinterließ Hunderte von Bildern, insbesondere Zeichnungen und Ölgemälde, die eindrucksvoll und sehr detailliert das Vorkriegs-Eisenach und seine Umgebung wiedergeben. Teile seiner Werke befinden sich im Thüringer Museum und im Stadtarchiv Eisenach, das eine umfangreiche Bildersammlung hierzu 1952 von dem Eisenacher Verleger Felix Kühner erworben hatte.
Felix Schuchard verbrachte seinen Lebensabend, zuletzt von Krankheit gezeichnet, in einem Eisenacher Altersheim. Er verstarb kinderlos und wurde in aller Stille auf dem Eisenacher Hauptfriedhof, nur wenige Schritte vom Fritz-Reuter-Grab entfernt, bestattet, das Grab ist inzwischen aufgelöst worden.
Der Landtagsabgeordnete Johannes Schuchard war sein Großvater. Seine Cousine Adeline Schuchard heiratete 1907 den Maler Adolf Erbslöh auf der von ihrem Vater erworbenen und ausgebauten Burg Calenberg. Eine weitere Cousine, Johanna Schuchard, war die Ehefrau des Eisenacher Brauereigründers und Kommerzienrates Albert Erbslöh.